# Ronald Kappel
Ronald Elwin Kappel (Port of Spain, 8 november 1926 – Paloemeu, 6 oktober 1959) was een Surinaams verkeersvlieger. Hij is ook wel bekend als Sonny Kappel of Rudy Kappel.
Kappel werd geboren in Trinidad en Tobago. In 1953 kreeg hij samen met de latere SLM-directeur Herman van Eyck in Suriname vergunning voor een binnenlandse luchtvaartmaatschappij. Het tweetal kocht een stuk grond in Paramaribo en begon daar vliegveld Zorg en Hoop. Op 22 augustus van dat jaar voerde het Luchtvaartbedrijf Kappel-Van Eyck haar eerste vlucht uit. De Staten van Suriname zagen eigenlijk liever dat het bedrijf zou opgaan in een nationale luchtvaartmaatschappij.
Toen de onderhandelingen hierover spaak liepen, sloot Kappel in 1954 het bedrijf. Hij verkocht de toestellen en vloog enige tijd in Guyana. In 1959 keerde hij weer terug naar Suriname. Bij een vlucht in het kader van Operation Grasshopper verongelukte hij op 32-jarige leeftijd vlak bij Paloemeu toen hij met co-piloot Vincent Fajks in een Aero Commander AC 520 in dichte mist tegen een heuvel vloog. Het duo was belast met het droppen van voorraden voor arbeiders die een airstrip aanlegden. Deze werd na de ramp Vincent Fayks Airstrip genoemd.
Een door Kappel aangelegde airstrip aan de voet van de Tafelberg werd voortaan Rudy Kappel Airstrip genoemd. Ook een Surinaamse savanne is naar hem genoemd. Een monument voor Fajks en Kappel, gemaakt door Jozef Klas, is nooit onthuld en bestaat niet meer. Op 11 augustus 2004 werd een door de SLM van de KLM overgenomen Boeing 747-306 Ronald Elwin Kappel genoemd.